# Baltic Cup 1961
Baltic Cup 1961 – turniej towarzyski Baltic Cup 1961, odbył się w dniach 4 - 6 października 1961 roku na Litwie. Był to jedenasty turniej piłkarski po aneksji krajów bałtyckich przez ZSRR. W turnieju tradycyjnie wzięły udział trzy zespoły:
drużyna gospodarzy, Litwy i Estonii.

## Mecze
| 4 października |  | Litwa B | 4 | - | 1 (3:1) | Estonia B |

| 5 października |  | Estonia B | 0 | - | 4 | Łotwa B |

| 6 października |  | Litwa B | 1 | - | 3 (0:3) | Łotwa B |

## Końcowa tabela
| M | Reprezentacja | L.m. | Zw. | Rem. | Por. | Bramki | R.br. | Pkt |
| 1 | Łotwa B       | 2    | 2   | 0    | 0    | 7:1    | +6    | 4   |
| 2 | Litwa B       | 2    | 1   | 0    | 1    | 5:4    | +1    | 2   |
| 3 | Estonia B     | 2    | 0   | 0    | 2    | 1:8    | -7    | 0   |

Triumfatorem turnieju Baltic Cup 1961 został zespół Łotwy B.